# Paul Rasmussen
 Ikke at forveksle med Poul Rasmussen.
Paul Rasmussen (født 19. juni 1875 i Stavreby, død 28. september 1947 i Højet) var en dansk gårdejer og politiker. Han sad i Folketinget for Venstre i 3 måneder i 1918 indtil han mistede sit tillægsmandat efter et omvalg.
Rasmussen blev født i 1875 i Stavreby i Skelby Sogn på Sydfalster. Han var søn af gårdejer Rasmus Paulsen. Fra 1898 ejede og drev han gården Højetgård i Højet syd for Væggerløse på Sydfalster.
Han var sognerådsmedlem i Væggerløse Sogn fra 1903 til 1908 og sognerådsformand fra 1917. Han havde flere tillidsposter blandt andet var han formand for repræsentantskabet for Lolland-Falsters Industri- og Laanebank fra 1910 til 1920.
I 1905 blev Rasmussen bestyrelsesmedlem i De samvirkende lolland-falsterske Venstreorganisationer. Han var folketingskandidat for Venstre i Nykøbing Falster-kredsen ved valgene i 1913 og 1918. Han blev valgt til Folketinget på et tillægsmandat i Maribo Amt ved valget 22. april 1918. Imidlertid blev valget i Bogensekredsen i Odense Amt annulleret, og ved omvalget i kredsen 23. juli 1918 øgedes Venstre stemmetal i forhold til ved det annullerede valg, hvilket betød at tillægsmandatet blev flyttet fra Maribo Amt til Odense Amt, og Paul Rasmussen mistede sin plads i Folketinget.